# Lyskovice
Lyskovice (německy Liskowitz) jsou zaniklá vesnice v okrese Teplice. Stávala asi dva kilometry jižně od Světce a zanikla v důsledku budování Radovesické výsypky.

## Název
Název vesnice vznikl z příjmení Lyska odvozeného ze slova lysý. V historických pramenech se jméno objevuje ve tvarech: Lyskowicze (1549), Liskowicze (1564), Leskowicz (1565), Leskowicze (1565), Liskowicze (1579), Liskowicze (1620), Liskowitz (1787 a 1833).

## Historie
První písemná zmínka o Lyskovicích pochází z roku 1549. Vesnice mívala až do konce devatenáctého století zemědělský charakter, ale po roce 1890 ji začal ovlivňovat rozvoj průmyslu a značná část obyvatel v té době pracovala v hornictví nebo v několika vápenkách. V nich se zpracovával materiál těžený na horninových výchozech východně od vesnice.
Během devatenáctého století začaly v okolí vsi vznikat drobné hnědouhelné šachty. Jedním z těžařských podniků západně vesnice byl důl František Xaver, založený v roce 1830. Přímo na severním okraji vsi se v letech 1905–1910 uhlí těžilo v povrchovém Lyskovickém lomu a po roce 1918 vznikly mezi Lyskovicemi a Chotovenkou doly Ajka, Jarmila, Kurt a Marie. Některé z nich provozovala firma Severočeské doly a elektrárny, která v roce 1928 sídlila přímo ve vsi. V letech 1950–1960 vytěžil zbývající zásoby uhlí lom Alois Jirásek.
Většina domů ve vsi byla přízemní nebo jednopatrová. Zdrojem vody bývaly studny. Na návsi stávala kaple. Roku 1959 byl otevřen lom Jarmila, součást Lomu Alois Jirásek, kvůli kterému musela být zbořena lyskovická cihelna. O zrušení vesnice rozhodl v roce 1970 teplický okresní národní výbor. Ve vsi tehdy žilo ve 27 domech 57 obyvatel, kteří byli během roku 1971 přestěhováni na bílinské sídliště Za Chlumem.

## Obyvatelstvo
Při sčítání lidu v roce 1921 zde žilo 305 obyvatel (z toho 160 mužů), z nichž bylo 151 Čechoslováků, 153 Němců a jeden cizinec. Většina se hlásila k římskokatolické církvi, čtyři lidé k církvím evangelickým, dva k církvi československé a sedm lidí bylo bez vyznání. Podle sčítání lidu z roku 1930 měla vesnice 260 obyvatel: 113 Čechoslováků a 147 Němců. Převažovala římskokatolická většina, ale čtyři lidé byli evangelíky, jedenáct jich patřilo k nezjišťovaným církvím a 79 jich nevyznávalo žádnou víru.
|                                                                 | 1784 | 1833 | 1869 | 1880 | 1890 | 1900 | 1910 | 1921 | 1930 | 1950 | 1961 | 1970 |
| --------------------------------------------------------------- | ---- | ---- | ---- | ---- | ---- | ---- | ---- | ---- | ---- | ---- | ---- | ---- |
| Obyvatelé                                                       | N/A  | 52   | 70   | 98   | 115  | 162  | 294  | 305  | 260  | 143  | 97   | 49   |
| Domy                                                            | 10   | 10   | 11   | 12   | 16   | 18   | 26   | 30   | 35   | 37   | —    | 17   |
| Počet domů z roku 1961 je zahrnut v domech místní části Světec. |      |      |      |      |      |      |      |      |      |      |      |      |